# Ancistrus occidentalis
Az Ancistrus occidentalis a sugarasúszójú halak (Actinopterygii) osztályának harcsaalakúak (Siluriformes) rendjébe, ezen belül a tepsifejűharcsa-félék (Loricariidae) családjába tartozó faj.

## Előfordulása
Az Ancistrus occidentalis Dél-Amerikában fordul elő. Az elterjedési területe kizárólag a Bobonaza folyómedencére korlátozódik. Ecuador egyik endemikus hala.

## Megjelenése
Ez a tepsifejűharcsafaj legfeljebb 8,6 centiméter hosszú. A pofáján számos, szétágazó tapogatónyúlvány ül.

## Életmódja
A trópusi édesvizeket kedveli. Az Ancistrus occidentalis, mint a többi algaevő harcsafaj, a víz fenekén él és keresi meg a táplálékát.